# Вилебрук
Вилебрук (хол. Willebroek) је место и општина у покрајини Антверпен. Општина има више од 28.000 становника. Вилебрук је главни град истоименог правосудног кантона, али припада изборном кантону Мехелен. Округ Вилебрук-Стад се налази југозападно од центра. Дакле, није главни центар општине.

## Географија

### Подопштина
Поред самог Вилебрука, општину чине и подопштине Бласвелд, Хајндонк и Тиселт. Северно од центра Вилебрука, наспрам Рупела, налази се заселак Клајн-Вилебрук.

### Подопштине
| # | Име      | Подручје (km²) | Становници (2020) | Становници по km² | НИС код |
| - | -------- | -------------- | ----------------- | ----------------- | ------- |
| 1 | Вилебрук | 10.59          | 18,282            | 1,726             | 12040A  |
| 2 | Бласвелд | 4.53           | 4,382             | 967               | 12040C  |
| 3 | Хајндонк | 3.68           | 707               | 192               | 12040B  |
| 4 | Тиселт   | 8.55           | 3,449             | 403               | 12040D  |

### Хидрографија
Вилебрук се налази у близини Рупела и пресеца га морски канал Брисел-Схелда.

## Знаменитости
- Црква Светог Николе
- Црква Свете породице, срушена
- Црква Светог Крста на Ринглану
- Занатска капела Светог Јосифа
- Замак Де Краг на Груне Лану
- Тврђава Брендонк
- Мост Вилебрука, који се назива и Мост уздаха, и званично Мост мира, у центру Вилбрука преко морског канала Брисел-Схелда
- Хазевинкел, рекреативно подручје са, између осталих олимпијски курс веслања
- Парк природе Хет Бласвелд Брук (Бласвелд) [1]
- Клајн-Вилебрук са својом марином и историјском бравницом (1608.)

## Природа и пејзаж
Вилбрук је високо урбанизовано и индустријализовано место, смештено на морском каналу Брисел-Схелда. У оквиру општине налазе се следећи резервати природе: Бласвелдбрук, Брук Де Нејер, Биезенвеиден и Стојфзандруг .

## Економија
Све до 19. века становништво је живело од пољопривреде и бродарства, осим од неколико пивара, дестилерија џина и белионица. Прва велика индустрија настала је 1860: Луј Де Нејер је основао фабрику папира и парних котлова. Од 1863. дао је изградити и стамбене просторе за раднике. СА је уследила 1875 de Construction et des Ateliers de Willebroeck, компанија за металне конструкције. Године 1901. изграђена је фабрика кокса, Association Métallurgique pour la Fabrication du Coke. Године 1928. основана је компанија за фиксацију азота: ASED (Ammoniaque Synthétique et dérivés). Ово је користило коксни гас као сировину. Коксара је затворена 1978. године. Фабрика амонијака дошла је у руке групе Имерис 2017. године.

## Демографија

### Демографски развој пре спајања
- Извори:НИС, Напомена:1806-1970=попис; 1976 = број становника 31. децембра

| Број становника сваке године од 1 јануара 1992. до данас | Број становника сваке године од 1 јануара 1992. до данас | Број становника сваке године од 1 јануара 1992. до данас |
| година                                                   | Број                                                     | Еволуција: 1992=index 100                                |
| -------------------------------------------------------- | -------------------------------------------------------- | -------------------------------------------------------- |
| 1992                                                     | 22.179                                                   | 100,0                                                    |
| 1993                                                     | 22.178                                                   | 100,0                                                    |
| 1994                                                     | 22.192                                                   | 100,1                                                    |
| 1995                                                     | 22.289                                                   | 100,5                                                    |
| 1996                                                     | 22.340                                                   | 100,7                                                    |
| 1997                                                     | 22.457                                                   | 101,3                                                    |
| 1998                                                     | 22.423                                                   | 101,1                                                    |
| 1999                                                     | 22.511                                                   | 101,5                                                    |
| 2000                                                     | 22.508                                                   | 101,5                                                    |
| 2001                                                     | 22.556                                                   | 101,7                                                    |
| 2002                                                     | 22.622                                                   | 102,0                                                    |
| 2003                                                     | 22.687                                                   | 102,3                                                    |
| 2004                                                     | 22.838                                                   | 103,0                                                    |
| 2005                                                     | 22.889                                                   | 103,2                                                    |
| 2006                                                     | 23.044                                                   | 103,9                                                    |
| 2007                                                     | 23.300                                                   | 105,1                                                    |
| 2008                                                     | 23.660                                                   | 106,7                                                    |
| 2009                                                     | 23.965                                                   | 108,1                                                    |
| 2010                                                     | 24.204                                                   | 109,1                                                    |
| 2011                                                     | 24.527                                                   | 110,6                                                    |
| 2012                                                     | 24.825                                                   | 111,9                                                    |
| 2013                                                     | 25.059                                                   | 113,0                                                    |
| 2014                                                     | 25.327                                                   | 114,2                                                    |
| 2015                                                     | 25.446                                                   | 114,7                                                    |
| 2016                                                     | 25.745                                                   | 116,1                                                    |
| 2017                                                     | 26.088                                                   | 117,6                                                    |
| 2018                                                     | 26.223                                                   | 118,2                                                    |
| 2019                                                     | 26.462                                                   | 119,3                                                    |
| 2020                                                     | 26.826                                                   | 121,0                                                    |
| 2021                                                     | 27.081                                                   | 122,1                                                    |
| 2022                                                     | 27.436                                                   | 123,7                                                    |
| 2023                                                     | 27.773                                                   | 125,2                                                    |
| 2024                                                     | 28.248                                                   | 127,4                                                    |

## Култура

### Музика
- Ванс Ван де Велде је отпевао песму: Де Бруг Ван Виллеброек 1988. године.
- Ди-џејеви Димитри Вегас & Лике Мике одрасли су у Вилбруку

### Кулинарски
- Спаде; чорба од коњског меса, сервирана са хлебом или помфритом, веома популарна током годишњег тржишта у Виллеброеку. Ово јело је историјски настало продајом старих вучних коња који су се користили дуж Виллеброексе Варта.

## Познати становници Вилебрука

### Рођен у Вилебруку
- Хектор Ле Блус (1850-1906), лекар и политичар
- Алберт Хамбресин (1850 - 1938), вајар
- Јосеф Себрехтс (1885 - 1948), хирург у Брижу
- Тине Рабхој (1901 - 1987), писац и песник
- Јан Адријансенс (1931), бициклиста
- Луј Ван ден Брук (1834 - 1919), политичар
- Ахиел Брет (1950), параолимпијски атлетичар
- Франс Виолет (1954), диригент, наставник музике и трубач
- Кун Блајверт (1956-2021), бизнисмен и лобиста
- Фонс Де Волф (1956), бициклиста
- Јеф Де Смед (1956), глумац
- Франсоа Де Керсмакер (1958), бивши председник КБВБ
- Анелис Бредал (1965), веслачица
- Петер Де Ридер (1970), синдикалац и политичар
- Нанки Каллерц (1971), атлетичарка
- Дарио Де Боргер (1992), спортиста

### Био становник
- Хуго Адријансенс (1927 - 2000), политичар

## Партнерски градови
- Баусу (Белгија)
- Киремба (Бурунди)

## Оближњи центри
Клајн-Вилебрук, Калфорт, Брендонк, Бласвелд